# گیم سنتر
گیم سنتر یا مرکز بازی (به انگلیسی: Game Center) یک شبکه اجتماعی بازی ویدئویی چندنفره برخط است که توسط شرکت اپل ارائه شده‌است. این سرویس به کاربران اجازه می‌دهد تا دوستانشان را به بازی دعوت کنند و یک بازی را چندنفره انجام دهند، امتیازات و پیروزی‌هایشان را بررسی کنند و امتیازاتشان را با یک‌دیگر مقایسه کنند.
گیم سنتر در ۸ آوریل ۲۰۱۰ معرفی شد و در ۸ سپتامبر با ارائه آی‌اواس ۴٫۱ عمومی شد و در نوامبر ۲۰۱۰ و با معرفی آی‌اواس ۴٫۲ برای آی‌پد نیز ارائه شد. گیم سنتر در اکتبر ۲۰۱۱ و در غالب آی‌اواس ۵ به روزرسانی شد. این نسخه با پشتیبانی از بازی‌های ترن‌بیس ارائه شد. در ۱۶ فوریه ۲۰۱۲ اپل اعلام کرد که گیم سنتر با اواسایکس شیرکوهی یک‌پارچه خواهد شد.